# 会社法立案担当者の会
会社法立案担当者の会（かいしゃほうりつあんたんとうしゃのかい）は、法務省民事局において会社法（平成17年法律第86号）の立案を担当した法律家や公認会計士らの「同窓会」のことであり、葉玉匡美のblogにおいてしばしば言及される。『新・会社法100問』は会社法立案担当者の会の活動の第一弾である。
なお、一般には、会社法マフィアと揶揄されている。理由として、会社法の極めて不透明な成立経緯に加え、行政側にいた立案担当者の多くが大手法律事務所に天下りして高額所得者になっているなど、法の不備が故意に作出されたことにより、立案担当者たちが自ら利益を得ているからである。。

## 会員
- 代表：葉玉匡美 - 弁護士（TMI総合法律事務所）
- 代表代行：郡谷大輔 - 弁護士（西村あさひ法律事務所）
- 山本憲光 - 弁護士（西村あさひ法律事務所）
- 小舘浩樹 - 弁護士（アンダーソン・毛利・友常法律事務所）
- 岩崎友彦 - 弁護士（長島・大野・常松法律事務所）
- 豊田祐子 - 弁護士（西村あさひ法律事務所）
- 石井裕介 - 弁護士（森・濱田松本法律事務所）
- 和久友子 - 公認会計士（あずさ監査法人（当時））
- ほか

## エピソード
- メンバーの一人である郡谷大輔は、もともと通商産業省の職員であり、法務省出向当初は法曹資格を有していなかったが、会社法の立案に携わる過程で司法試験の学習を開始し、2004年の旧司法試験に合格した[4][5]。

## 著書
- 『新・会社法100問』（ダイヤモンド社、2005年）
- 『新・会社法100問』第2版（ダイヤモンド社、2006年）